# Selección de baloncesto de Inglaterra
La selección de baloncesto de Inglaterra es el equipo formado por jugadores de nacionalidad inglesa que representaba a Basketball England en las competiciones internacionales organizadas por la Federación Internacional de Baloncesto (FIBA) o el Comité Olímpico Internacional (COI): los Juegos Olímpicos, la Copa Mundial de Baloncesto y el EuroBasket.
La membresía directa de Inglaterra en la FIBA terminó en septiembre de 2016, cuando sus equipos nacionales se fusionaron con los equipos de Gran Bretaña, por lo que Inglaterra ya no juega en competiciones de la FIBA. Inglaterra compitió en los Juegos de la Mancomunidad de 2018, terminando en quinto lugar.
El mayor éxito de Inglaterra fueron sus cuatro clasificaciones al EuroBasket, el campeonato europeo de baloncesto. El equipo ganó la medalla de bronce en los Juegos de la Mancomunidad de 2006.

## Historia

### EuroBasket 1946
La primera aparición de Inglaterra en un campeonato europeo fue en el EuroBasket de 1946. Perdieron los cuatro juegos que jugaron y, posteriormente, terminaron últimos entre diez equipos.

### EuroBasket 1955
Unos años más tarde, Inglaterra se clasificó para el EuroBasket 1955 en Budapest, donde la selección inglesa tuvo un par de buenas actuaciones. Después de perder sus juegos de la ronda preliminar, vencieron a Suiza, un equipo importante en el escenario mundial hasta mediados de los 50. La victoria marcó la primera victoria de Inglaterra en un importante evento internacional de baloncesto. Más tarde, Inglaterra también superó a Austria. Finalmente, el equipo quedó segundo en los cinco equipos del grupo de clasificación, pasando a las semifinales de clasificación 9-12. Allí, sin embargo, Inglaterra no pudo aprovechar la confianza ganada en sí misma y perdió los dos siguientes partidos. En general, Inglaterra terminó en el puesto 12 de los 18 equipos, una mejora considerable con respecto a su último aparición en 1946 de EuroBasket.

### EuroBasket 1961 y 1981
A pesar de las mejoras en los años anteriores, el equipo de Inglaterra no lo hizo bien en el EuroBasket 1961 o el EuroBasket 1981 y perdió la mayoría de los juegos. Su única victoria, sin embargo, llegó en 1981 cuando vencieron al equipo de élite de Grecia. Esta victoria sigue siendo una de las mayores sorpresas en la historia del torneo.

### Juegos de la Mancomunidad

#### Melbourne 2006

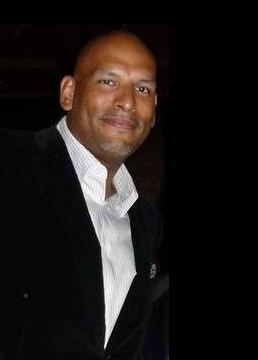
John Amaechi fue el jugador dominante de Inglaterra en los Juegos de la Mancomunidad de 2006, donde ayudó a asegurar la medalla de bronce.

Los equipos masculinos y femeninos competían por primera vez como Inglaterra en un importante evento multideportivo, y fueron los primeros Juegos de la Mancomunidad en los que se presentó el baloncesto.
El equipo masculino incluía a Steve Bucknall, el segundo inglés en jugar en la NBA. John Amaechi, quien jugó 284 partidos en la NBA, salió de su retiro para participar en Melbourne. Habiendo perdido ante Australia en las semifinales, se enfrentaron a Nigeria en el partido por la medalla de bronce. Los equipos estaban empatados a 15 puntos para finalizar el primer cuarto. Robert Reed y Andrew Bridge abrió el camino cuando Inglaterra encontró su paso en la segunda fase, y se alejó en la segunda mitad del juego. Reed jugó como una serpiente poseída y fue el máximo anotador de Inglaterra con 16 puntos y dominando a los nigerianos que no tenían respuesta a su estilo de acción total. Michael Martin también contribuyó con 13 puntos. Inglaterra ganó el juego 80-57 para reclamar la primera medalla de bronce en baloncesto de los Juegos de la Mancomunidad.

## Plantilla
- Lista de jugadores convocados que disputaron el Clasificatorio al EuroBasket 2003.[3]

| Inglaterra             | Inglaterra                    | Inglaterra | Inglaterra     | Inglaterra | Inglaterra            |
| Num                    | Jugador                       | Pos        | Altura         | Edad       | Equipo                |
| ---------------------- | ----------------------------- | ---------- | -------------- | ---------- | --------------------- |
| 4                      | Silas Paul Cheung             |            |                |            | Bandera de Alemania   |
| 5                      | Yorick Mortimer Williams      | G          | 1,92 m (6′ 4″) |            | Bandera de Inglaterra |
| 6                      | Julius Joel Joseph            | G          | 1,95 m (6′ 5″) |            | Bandera de Bélgica    |
| 7                      | Iain McKinney                 |            |                |            | Bandera de Inglaterra |
| 8                      | Ronald Baker                  | G          | 1,75 m (5′ 9″) |            | Bandera de Inglaterra |
| 9                      | Anthony Jerald Dorsey         | G          | 1,95 m (6′ 5″) |            | Bandera de Inglaterra |
| 10                     | Andy Derek Gardiner           | F          | 2,02 m (6′ 8″) |            | Bandera de Bélgica    |
| 11                     | Steven Anthony Hansell        | G          | 1,88 m (6′ 2″) |            | Bandera de Grecia     |
| 12                     | Michael Charles Martin        |            |                |            | Bandera de Inglaterra |
| 13                     | Thomas Christopher K. Pearson |            |                |            | Bandera de Grecia     |
| 14                     | Mike Bernard                  |            |                |            | Bandera de Chipre     |
| 15                     | Ian Whyte                     | C          | 2,15 m (7′ 1″) |            | Bandera de Portugal   |
| Entrenador: Paul James |                               |            |                |            |                       |

## Historial

### Copa Mundial
Resultado General: No ocupa puesto
| Copa Mundial de Baloncesto |
| --- |
| - 1950: No calificó - 1954: No calificó - 1959: No calificó - 1963: No calificó - 1967: No calificó - 1970: No calificó - 1974: No calificó - 1978: No calificó - 1982: No calificó - 1986: No calificó - 1990: No calificó - 1994: No calificó - 1998: No calificó - 2002: No calificó - 2006: No calificó - 2010: No calificó - 2014: No calificó - 2019: No calificó - 2023: No calificó - 2027: TBD |

### Juegos Olímpicos
| Baloncesto en los Juegos Olímpicos |
| --- |
| - Berlín 1936: No calificó - Londres 1948: No calificó - Helsinki 1952: No calificó - Melbourne 1956: No calificó - Roma 1960: No calificó - Tokio 1964: No calificó - México 1968: No calificó - Múnich 1972: No calificó - Montreal 1976: No calificó - Moscú 1980: No calificó - Los Ángeles 1984: No calificó - Seúl 1988: No calificó - Barcelona 1992: No calificó - Atlanta 1996: No calificó - Sídney 2000: No calificó - Atenas 2004: No calificó - Pekín 2008: No calificó - Londres 2012: No calificó - Río 2016: No calificó - Tokio 2020: No calificó - París 2024: No calificó |

### EuroBasket
| EuroBasket |
| --- |
| - 1935: No participó - 1937: No participó - 1939: No participó - 1946: 10° Lugar - 1947: No participó - 1949: No participó - 1951: No participó - 1953: No participó - 1955: 12° Lugar - 1957: No participó - 1959: No participó - 1961: 19° Lugar - 1963: No participó - 1965: No participó - 1967: No participó - 1969: No participó - 1971: No participó - 1973: No participó - 1975: No participó - 1977: No participó - 1979: No participó - 1981: 12° Lugar - 1983: No participó - 1985: No participó - 1987: No participó - 1989: No participó - 1991: No participó - 1993: No participó - 1995: No participó - 1997: No participó - 1999: No participó - 2001: No participó - 2003: No participó - 2005: No participó - 2007: No participó - 2009: No participó - 2011: No participó - 2013: No participó - 2015: No participó - 2017: No participó - 2022: No participó - 2025: TBD |

## Palmarés
- Juegos de la Mancomunidad:
  -  Tercer lugar (1): 2006